# Persone di nome Roderick
| Questa pagina contiene informazioni ricavate automaticamente dalle voci biografiche con l'ausilio del template Bio e di un bot. L'aggiornamento è periodico e automatico e ricostruisce completamente la pagina. Se manca una persona in questa lista, sei pregato di non aggiungerla, ma accertati piuttosto che la sua voce biografica contenga il template Bio e che i dati anagrafici siano correttamente compilati. Se il template Bio manca, inseriscilo tu stesso o, in alternativa, metti l'avviso {{tmp\|Bio}} che ne segnala la mancanza. Se i dati riportati sono sbagliati, correggi direttamente la voce biografica; le modifiche saranno visibili in questa lista entro pochi giorni. Per chiarimenti vedi il progetto antroponimi. La lista contiene solo le 57 persone che sono citate nell'enciclopedia e per le quali è stato implementato correttamente il template Bio. Pagina aggiornata al 22 lug 2025. |

Questa è una lista di persone presenti nell'enciclopedia che hanno il nome Roderick, suddivise per attività principale.

## Artisti(1)
- Roderick Buchanan, artista scozzese (n. 1965)

## Atleti paralimpici(1)
- Roderick Townsend, atleta paralimpico statunitense (Stockton, n. 1992)

## Attori(1)
- Roddy McDowall, attore britannico (Londra, n. 1928 - Los Angeles, † 1998)

## Calciatori(8)
- Roderick Bajada, ex calciatore maltese (Ħamrun, n. 1983)
- Roderick Briffa, ex calciatore maltese (Birchircara, n. 1981)
- Marcus Epps, calciatore statunitense (Jackson, n. 1995)
- Roderick Lampe, calciatore olandese (n. 1985)
- Roderick Miller, calciatore panamense (Panama, n. 1992)
- Roderick Miranda, calciatore portoghese (Odivelas, n. 1991)
- Roderick Scott, ex calciatore inglese (Londra, n. 1965)
- Rod Thomas, ex calciatore gallese (Glynncorwg, n. 1947)

## Cantautori(1)
- Rod Stewart, cantautore britannico (Londra, n. 1945)

## Cestisti(12)
- Roderick Blakney, ex cestista statunitense (Hartsville, n. 1976)
- Rod Camphor, cestista statunitense (Baltimora, n. 1992)
- Rod Foster, ex cestista statunitense (Birmingham, n. 1960)
- Rod Griffin, ex cestista e allenatore di pallacanestro statunitense (Fairmont, n. 1956)
- Rod Grizzard, ex cestista statunitense (Birmingham, n. 1980)
- R.J. Hampton, cestista statunitense (Dallas, n. 2001)
- Rod Higgins, ex cestista, allenatore di pallacanestro e dirigente sportivo statunitense (Monroe, n. 1960)
- Rod McDonald, cestista statunitense (Jacksonville, n. 1945 - San Jose, † 2015)
- Rod Odom, ex cestista statunitense (Central Islip, n. 1991)
- Roderick Riley, ex cestista statunitense (n. 1981)
- Rocky Trice, ex cestista statunitense (Swainsboro, n. 1984)
- Roderick Wilmont, ex cestista e allenatore di pallacanestro statunitense (Miramar, n. 1983)

## Chitarristi(1)
- Rod Price, chitarrista britannico (Willesden, n. 1947 - Wilton, † 2005)

## Comici(1)
- Rory Bremner, comico britannico (Edimburgo, n. 1961)

## Diplomatici(1)
- Roderick Barclay, diplomatico e banchiere inglese (Kōbe, n. 1909 - † 1996)

## Dirigenti d'azienda(1)
- Rod Smallwood, manager britannico (Huddersfield, n. 1950)

## Geologi(1)
- Roderick Impey Murchison, geologo e paleontologo scozzese (Tarradale, n. 1792 - Londra, † 1871)

## Giocatori di football americano(8)
- Rod Bernstine, ex giocatore di football americano statunitense (Fairfield, n. 1965)
- Rock Cartwright, ex giocatore di football americano statunitense (Conroe, n. 1979)
- Rod Gardner, ex giocatore di football americano statunitense (Jacksonville, n. 1977)
- Rod Issac, giocatore di football americano statunitense (Miami, n. 1989)
- Rod Jones, ex giocatore di football americano statunitense (Dallas, n. 1964)
- Rod Smith, ex giocatore di football americano statunitense (Texarkana, n. 1970)
- Roderick Williams, giocatore di football americano statunitense (Monroe, n. 1987)
- Rod Woodson, ex giocatore di football americano statunitense (Fort Wayne, n. 1965)

## Hockeisti su ghiaccio(1)
- Rod Hinks, hockeista su ghiaccio canadese (Toronto, n. 1971 - Burlington, † 2014)

## Hockeisti su prato(1)
- Roderick Weusthof, hockeista su prato olandese (Nimega, n. 1982)

## Imprenditori(2)
- Roderick Duchâtelet, imprenditore belga (n. 1972)
- Jess McMahon, imprenditore statunitense (New York, n. 1882 - Wilkes-Barre, † 1954)

## Militari(2)
- Roderick Stephen Hall, militare statunitense (Pechino, n. 1915 - Bolzano, † 1945)
- Roderick Learoyd, militare e aviatore britannico (Folkestone, n. 1913 - Rustington, † 1996)

## Piloti motociclistici(1)
- Rod Coleman, pilota motociclistico neozelandese (Whanganui, n. 1926 - Whanganui, † 2019)

## Politici(1)
- Rod Paige, politico e docente statunitense (Monticello, n. 1933)

## Presbiteri(1)
- Roderick Vonhögen, prete olandese (n. 1968)

## Progettisti(1)
- Roderick Chisholm, progettista britannico (Dumbarton, n. 1868 - Oceano Atlantico, † 1912)

## Rapper(1)
- Dolla, rapper e modello statunitense (Chicago, n. 1987 - Los Angeles, † 2009)

## Rugbisti a 15(1)
- Rod McCall, ex rugbista a 15 e dirigente sportivo australiano (Brisbane, n. 1963)

## Scacchisti(1)
- Roderick McKay, scacchista scozzese (Glasgow, n. 1952)

## Sciatori alpini(2)
- Rod Hebron, sciatore alpino canadese (Vernon, n. 1942 - † 2023)
- Rod Taylor, sciatore alpino statunitense (Hartford, n. 1943 - † 2014)

## Scrittori(1)
- Roderick Gordon, scrittore britannico (Londra, n. 1960)

## Sociologi(1)
- Roderick McKenzie, sociologo canadese (Carman, n. 1885 - Ann Arbor, † 1940)

## Vescovi cattolici(1)
- Roderick Wright, vescovo cattolico scozzese (Glasgow, n. 1940 - Napier, † 2005)

## Wrestler(1)
- Roddy Piper, wrestler e attore canadese (Saskatoon, n. 1954 - Los Angeles, † 2015)

## Senza attività specificata(1)
- Roderick MacKinnon, biofisico, biochimico e cristallografo statunitense (Burlington, n. 1956)